# Casa Llauder
|  | No s'ha de confondre amb Palau Requesens. |

La casa Llauder, mal anomenada Requesens, és un edifici situat als carrers d'Hèrcules, 3 i d'Arlet, 5 de Barcelona, catalogat com a bé cultural d'interès local. Actualment, és propietat de l'empresa Suizo Hotel SL, que l'ha reformat per a ampliar-hi l'hotel instal·lat a l'edifici veí del carrer de Jaume I, 6.

## Història

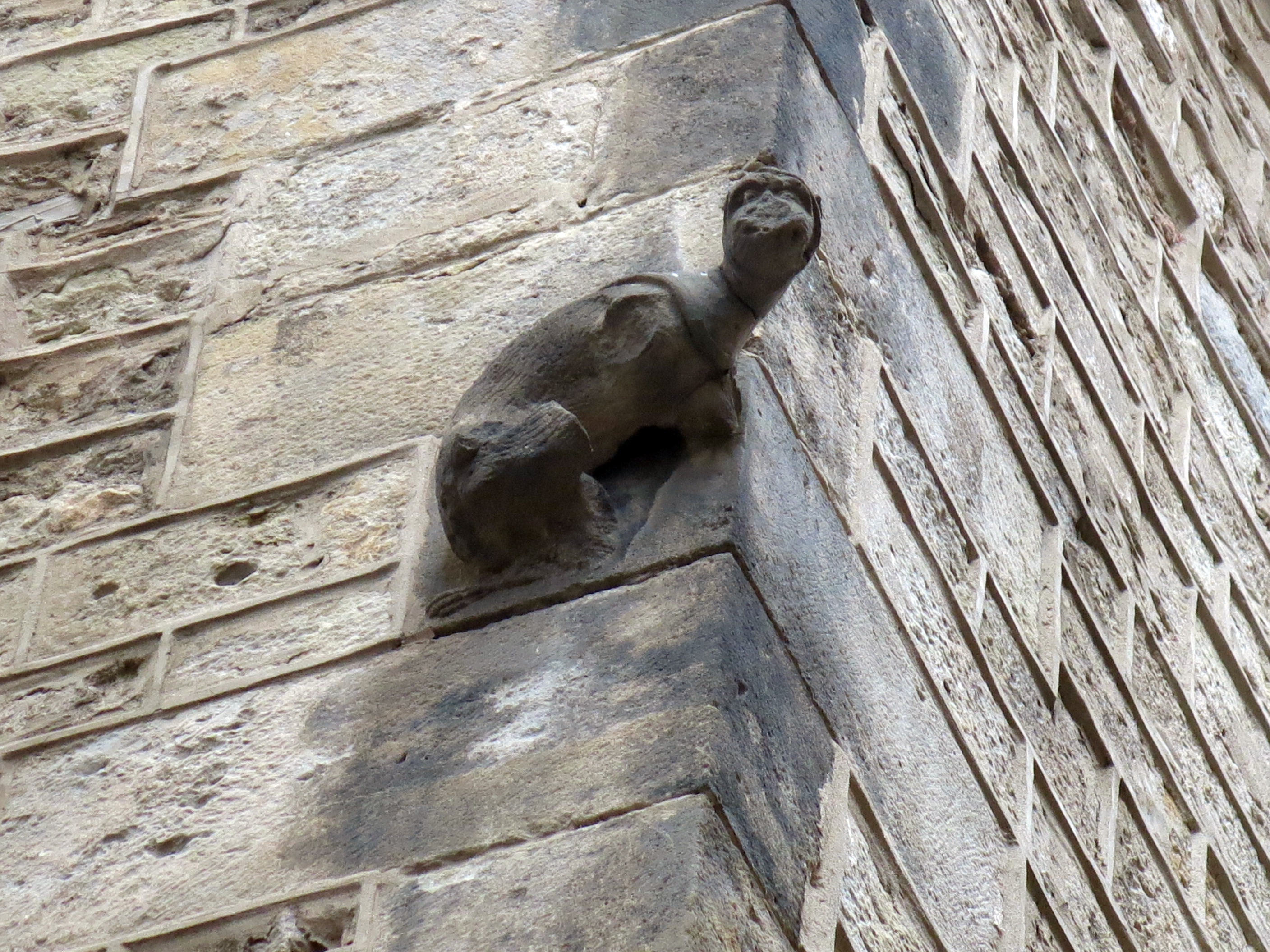
Figura d'animal a la cantonada

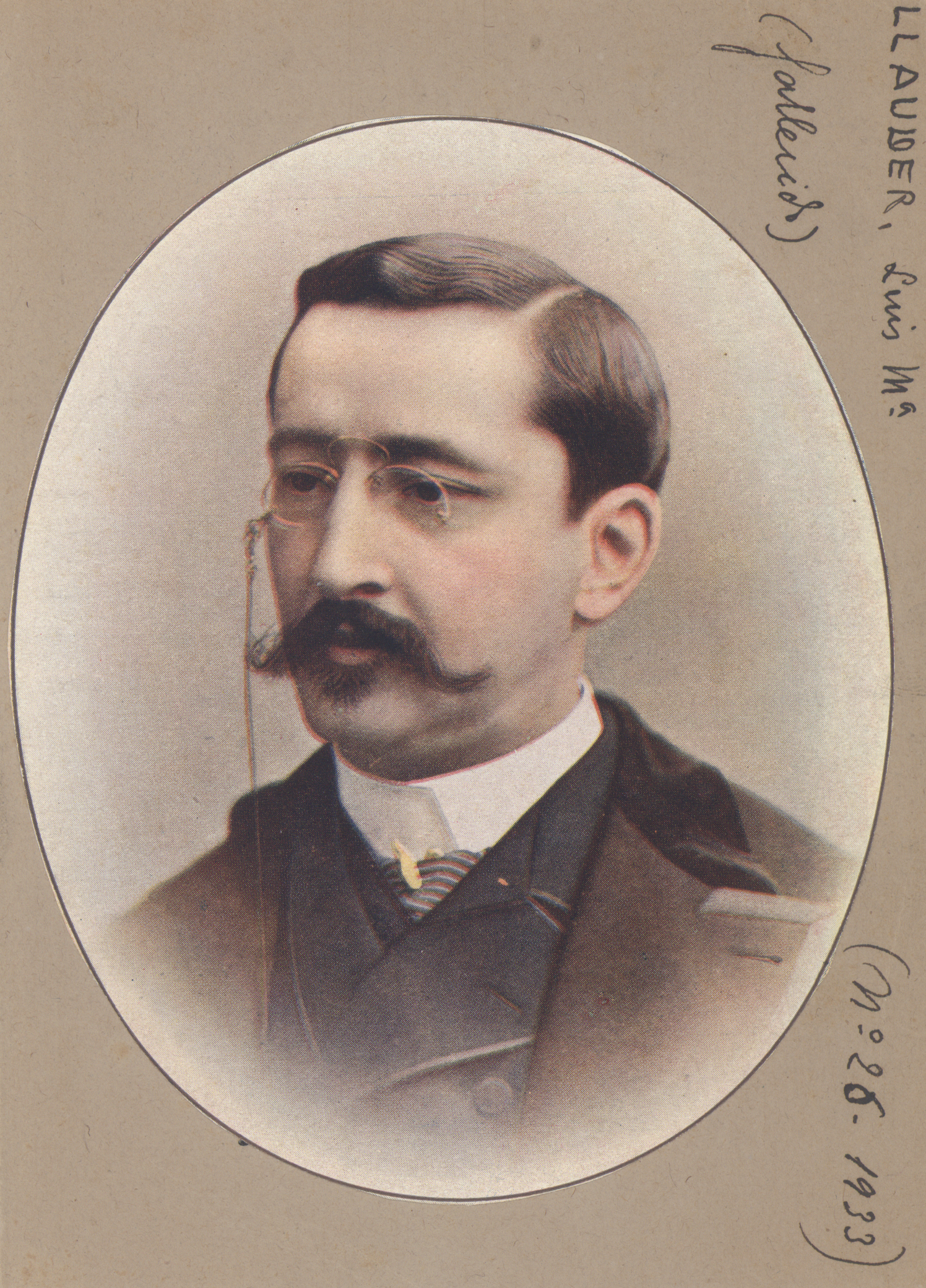
Lluís Maria de Llauder i de Dalmases

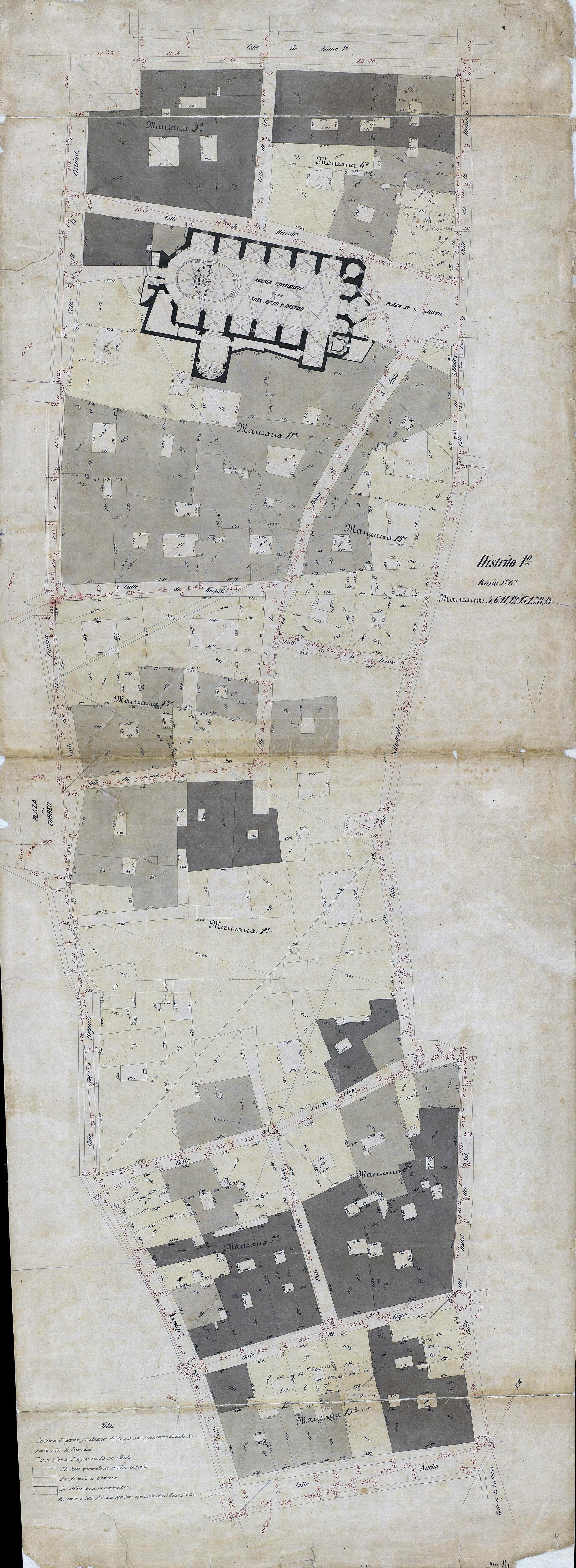
Quarteró núm. 11 de Garriga i Roca (c. 1860)

Els Llauder eren una nissaga de ferrers establerts a Argentona almenys des de finals del segle xv. Joan Pau Llauder i Jaume (1596-1669) obtingué la condició de ciutadà honrat de Barcelona, primer de mans de Lluís XIV (1644), i després de Felip IV (1653). El 1699, el seu fill Francesc Llauder i Moles (1632-1719), notari, va adquirir al donzell Jaume de Lloselles un casal que havia pertangut a la família Comes per 2.200 lliures. A la seva mort, fou enterrat a l'església dels Sants Just i Pastor, en un vas situat davant la capella del Santíssim Sagrament.
El 1816, el seu descedent Josep Francesc Llauder i Camín (1781-1824) va demanar permís per a posar un guarda-rodes a la cantonada i netejar el clavegueró, i novament el 1823 per a destapiar-hi un balcó. El 1826, la seva vídua Maria Mercè Freixes (o Frexas) i Vieta (†1834) va demanar permís per a convertir-hi una finestra en balcó. El 1837, el seu fill Ramon de Llauder i Freixes (1807-1870) es va casar a Madrid amb Maria de la Mercè de Dalmases i de Bufalà (1813-1885), i l'hereu fou l'advocat i periodista Lluís Maria de Llauder i de Dalmases (1837-1902), fundador de la revista La Hormiga de Oro, la impremta i llibreria de la qual era situada a la mateixa casa.
Va morir sense fills, i els seus hereus se'n repartiren el patrimoni, ja fos per adjudicació o venda de propietats. L'edifici va passar aleshores a mans de les Filles de Sant Josep, congregació de monges dedicades a l'atenció dels malalts.

## Descripció
Casalot d'origen medieval, probablement del segle xv. Conserva el portal de mig punt adovellat, els carreus dels baixos, l'arrencament de l'escala o les dues finestres coronelles, ara tapiades, de la façana lateral al primer pis. Pel que fa a la resta, hi destaca la reforma del segle xviii, amb elements com els balcons amb llosana de ceràmica o els portals rectangulars i els òculs amb arcs de mig punt de les golfes. Cal esmentar un curiós animal esculpit en una de les pedres cantoneres, a l'alçada del segon pis, que allarga el coll tot girant el cap en direcció al carrer de la Ciutat.